# 272년

## 연호
- 서진(西晉) 태시(泰始) 8년
- 오(吳) 봉황(鳳凰) 원년

## 기년
- 서진(西晉) 무제(武帝) 8년
- 오(吳) 말제(末帝) 9년
- 신라(新羅) 미추 이사금(味鄒泥師今) 11년
- 고구려(高句麗) 서천왕(西川王) 3년
- 백제(百濟) 고이왕(古爾王) 39년

## 사건
- 음력 2월, 신라, 왕이 명령을 내려, 무릇 농사에 해를 주는 것이 있으면, 일체 이를 없애라고 하였다.
- 음력 7월, 신라, 서리와 우박이 곡식을 해쳤다.
- 음력 11월, 백제가 신라의 변경을 침략하였다.

## 탄생
- 2월 27일 - 콘스탄티누스 1세,고대 로마 황제(재위 306년 - 337년)

## 참고 문헌
- 김부식 (1145). 〈권02 미추 이사금 條〉. 《삼국사기》.